# ヨーゼフ・フィッシャー
ヨーゼフ・フィッシャー（Josef Fischer、1865年1月20日 - 1953年3月3日）は、ドイツの元自転車競技（ロードレース）選手。
1896年が第1回の開催となったパリ〜ルーベの初代優勝者である。

## 来歴
1896年から1905年までプロ選手として活動。上記の通り、第1回パリ〜ルーベを優勝した。
また、1900年にはボルドー〜パリを制覇し、パリ〜ルーベでは2位に入った。
ツール・ド・フランスにおいても、1903年の第1回大会に出場しており、総合15位に入った。